# خالد پیرزاده
خالد پیرزاده یا کوشان پیرزاده قهرمان پرورش اندام، فعال مدنی، فعال سیاسی مشروطه‌خواه و زندانی سیاسی سابق اهل ایران است.

## بازداشت
خالد پیرزاده قهرمان بدنسازی و معترض، در سال ۱۳۹۷ در حین شعارنویسی توسط نیروهای امنیتی بازداشت شد. او در سال ۱۳۹۸ توسط ریاست شعبه ۲۸ دادگاه انقلاب به اتهام «اجتماع و تبانی به‌قصد برهم زدن امنیت کشور» و «توهین به رهبری» به هفت سال حبس تعزیری محکوم شد. او در زمان مرخصی خود در مصاحبه با کیهان لندن گفته‌بود که در دوران بازجویی تحت شکنجه قرار داشته، و خودش و خانواده‌اش به تجاوز جنسی تهدید شده‌اند. همچنین پیرزاده گفته که در زمان بازجویی برای ایجاد وحشت، دو بار طناب اعدام بر گردن وی انداخته‌اند.
او در اعتراض به فشارها بر خود و خانواده‌اش بارها اعتصاب غذا کرد و یک بار نیز پلک خود را دوخته بود.

### اعتصاب
پیرزاده در اسفندماه ۱۳۹۹ با دوختن لب‌هایش اعتصاب غذا کرد. او همچنین در تاریخ ۱۰ دی ۱۴۰۰ به نشانه اعتراض به بی‌احترامی‌های مکرر به خانواده‌اش و خلاف وعده مسئولان پلک چشم سمت راست خود را دوخت. دختر خردسال وی در یک پیام ویدئویی از مردم ایران خواست تا از پدرش حمایت کنند و خطاب به مقامات جمهوری اسلامی گفت: «شما کاری کردید که پدرم چشم راستش را بدوزد».

### وخامت حال
خالد پیرزاده درمورد وضعیت خود گفته‌بود:
دو بار طناب دار گردنم انداختند. حکم وحشت اعدام! در بازجویی‌های روزهای اول چون ورزشکار بودم، بدن قوی و روی فرم و ۱۲۷ کیلو وزن داشتم و دور بازوی من ۵۳ سانتیمتر بود. اینها از حرصی که داشتند به من رحم نکردند و مرا تا حد مرگ شکنجه می‌کردند. دست‌های مرا می‌گذاشتند لای در فلزی اتاق بازجویی و در را بهم می‌کوبیدند! در دوران بازجویی دو نفر از بغل سوار زانوی من شدند؛ زیر زانوم خالی بود. زانوم شکست و از جایش درآمد! رباط صلیبی و ای‌سی‌ای و پی‌سی‌ال پایم پاره شد و اینقدر وضعیت حادی پیش آمد که در بیمارستان آرمان تحت عمل جراحی قرار گرفتم. الان یکسال از عمل جراحی‌ام گذشته اما هنوز خوب نشده‌ام و هنوز که هنوزه مجبورم با عصا راه بروم.
به گزارش هرانا در تیرماه ۱۴۰۱ خالد پیرزاده در شرایط اسفناکی قرار داشت و از خدمات درمانی محروم مانده است. با ۴۰ کیلوگرم کاهش وزن مواجه شده و معده وی تحمل هیچ غذایی را ندارد. همچنین وکیل خالد پیرزاده دربارهٔ وخامت حالش گزارش داد که ویلچر نشین شده و دچار بی‌اختیاری ادرار شده است.

### آزادی
در بهمن‌ماه ۱۴۰۱، خالد پیرزاده پس از تحمل ۴ سال حبس و با کاهش وزن شدید و آسیب جسمی از زندان شیبان اهواز آزاد شد.
پیرزاده در حالی آزاد شد که قادر به حرکت نبود و وزنش به شصت کیلوگرم رسیده بود.

## بازداشت دوباره
هرانا به نقل از یک منبع مطلع نزدیک به خانواده پیرزاده اعلام کرد که وی ۲۸ شهریور ۱۴۰۲ در فرودگاه اهواز بازداشت شد. پیرزاده در اوین، به اتهام «اجتماع و تبانی» و «تبلیغ علیه نظام» به پنج سال و هشت ماه زندان محکوم شد. خالد پیرزاده ۲۹ دی در پی وخامت حال جسمانی از زندان اوین به بیمارستانی در تهران منتقل شد.

## اقدام به خودکشی
کوشان پیرزاده ۲۴ دی ۱۴۰۳ در اعتراض به عدم رسیدگی پزشکی و محرومیت از دارو اقدام به خودکشی کرد و به بیمارستان منتقل شد. وی ۲۳ دی با انتشار یک فایل صوتی از زندان اوین دربارهٔ فشارهایی که به او تحمیل شده از جمله محرومیت از حق درمان و دسترسی به دارو خبر داده بود.